# 李金 (正德進士)
李金（1466年—？年），字宣之，江西南昌府豐城縣人，民籍。

## 生平
治《詩經》，行六，由國子生中式辛酉科（1501年）江西鄉試第八十三名舉人，年四十三歲中式正德三年（1508年）戊辰科會試第一百一十名，第三甲第八十三名進士。授砀山知县，当时流寇猖獗，李金率民筑城防御，工未完成，而寇奄至，坐谪吴江县丞。歴兵部郎中，与同官上疏谏止明武宗南巡，被廷杖。嘉靖初，升台州府知府，以年老致仕。

## 家族
曾祖李季德。祖父李從烈。父李本謙。母萬氏；继母徐氏。永感下，兄鑑、钝、鑾、锦、俊、弟鉉、鍔、顽。